# Остання людина на Землі (телесеріал)
«Остання людина на Землі» (англ. The Last Man on Earth) — американський постапокаліптичний комедійний телесеріал, створений Віллом Форте. Прем'єра відбулася на телеканалі Fox 1 березня 2015 року. Пілотна серія була знята Філом Лордом й Крістофером Міллером за сценарієм Вілла Форте. 8 квітня 2015, було оголошено про знімання другого сезону телесеріалу.
10 травня 2018 року FOX закрили серіал після четвертого сезону.

## У ролях

### Головні
- Вілл Форте — Філ Міллер
- Крістен Шаал — Керол Пілбезіан
- Дженьюарі Джонс — Мелісса
- Мел Родрігес — Тод
- Клеопатра Коулмен — Еріка
- Мері Стінберген — Ґейл Клостерман

### Другорядні
- Джейсон Судейкіс — Майк Міллер
- Марк Бун — Патрік Браун
- Борис Коджо — Філіп Стейсі Міллер
- Крістен Віг — Памела Брінтон
- Фред Армісен — Карл Каупертуейт

## Список епізодів
| №  | Назва                                                                   | Режисер                     | Сценарист                   | Дата показу у США | Код продукції | Глядачі США (у мільйонах) |
| -- | ----------------------------------------------------------------------- | --------------------------- | --------------------------- | ----------------- | ------------- | ------------------------- |
| 1  | «Живий в Тусоні» «Alive in Tucson»                                      | Філ Лорд і Крістофер Міллер | Вілл Форте                  | 1 березня 2015    | 1AYB01        | 5.75                      |
| 2  | «Слон в кімнаті» «The Elephant in the Room»                             | Філ Лорд і Крістофер Міллер | Вілл Форте                  | 1 березня 2015    | 1AYB02        | 5.75                      |
| 3  | «Кульки родзинки і весільні дзвіночки» «Raisin Balls and Wedding Bells» | Джейсон Волінер             | Емілі Спайві                | 8 березня 2015    | 1AYB03        | 4.35                      |
| 4  | «Мила Меліса» «Sweet Melissa»                                           | Філл Трейл                  | Ліз Каковскі                | 15 березня 2015   | 1AYB04        | 3.76                      |
| 5  | «Замочити скунса» «Dunk the Skunk»                                      | Джон Соломон                | Джон Соломон                | 22 березня 2015   | 1AYB05        | 4.55                      |
| 6  | «Якийсь чортів товстун» «Some Friggin' Fat Guy»                         | Майк Патрік Жан             | Тім МакАуліф                | 22 березня 2015   | 1AYB06        | 4.42                      |
| 7  | «Вона зводить мене з розуму» «She Drives Me Crazy»                      | Пітер Атенцо                | Девід Ноель                 | 29 березня 2015   | 1AYB07        | 3,40                      |
| 8  | «Переїжджаю» «Mooovin' In»                                              | Клер Скенлон                | Ліз Каковскі                | 29 березня 2015   | 1AYB08        | 3,33                      |
| 9  | «Дати більше» «The Do-Over»                                             | Джон Соломон                | Тім Сакуліфф                | 12 квітня 2015    | 1AYB09        | 3,22                      |
| 10 | «Розіграш запросто» «Pranks for Nothin'»                                | Кріс Кох                    | Емілі Спайві                | 12 квітня 2015    | 1AYB10        | 3,37                      |
| 11 | «Переїзд в Тампу» «Moved to Tampa»                                      | Джейсон Вулінер             | Ерік Дурбін                 | 19 квітня 2015    | 1AYB11        | 3,41                      |
| 12 | «Тендімен зможе» «The Tandyman Can»                                     | Клер Скенлон                | Мет Маршал                  | 26 квітня 2015    | 1AYB12        | 3,29                      |
| 13 | «До біса Місяць» «Screw the Moon»                                       | Джон Соломон                | Ерік Дурбін та Джон Соломон | 3 травня 2015     | 1AYB13        | 3,51                      |